# Vendita (commercio)
La vendita nel commercio è il processo di scambio di valore nel quale un venditore offre i beni e servizi della propria azienda in cambio di denaro e altri valori anche intangibili (per esempio, sponsorizzazioni).

## Caratteristiche
La vendita è un processo che richiede preparazione professionale sia nel venditore che nell'acquirente aziendale (definito aziendalmente "buyer"). Sul fronte delle competenze del venditore, idealmente "saper vendere significa soprattutto saper essere positivi e motivati, orientati al cliente e inclini a stabilire con lui una relazione duratura di reciproco vantaggio".
Secondo Martin Lindstrom, ricercatore nelle neuroscienze, "le decisioni di acquisto avvengono sotto la superficie, così in profondità nel nostro subconscio che non ne siamo coscienti se non in qualche raro caso".